# Exposició Universal de París (1937)

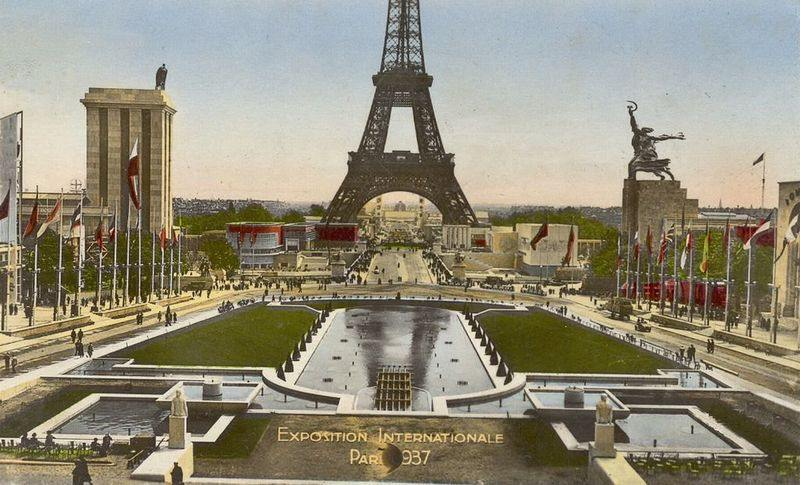

L'Exposició Universal de París de 1937, oficialment anomenada Exposition Internationale des Arts et Techniques dans la Vie Moderne en francès, va estar regulada per l'Oficina Internacional d'Exposicions i va tenir lloc del 25 de maig al 25 de novembre de 1937, a París.
L'exposició es va dur a terme sota el tema d'«Arts i tècniques de la vida moderna». L'antic Palau del Trocadéro va ser demolit per a construir el palau de Chaillot, que va allotjar part de l'exposició. El Guernica de Pablo Picasso es va exposar aquí per primera vegada.

## El Pavelló espanyol

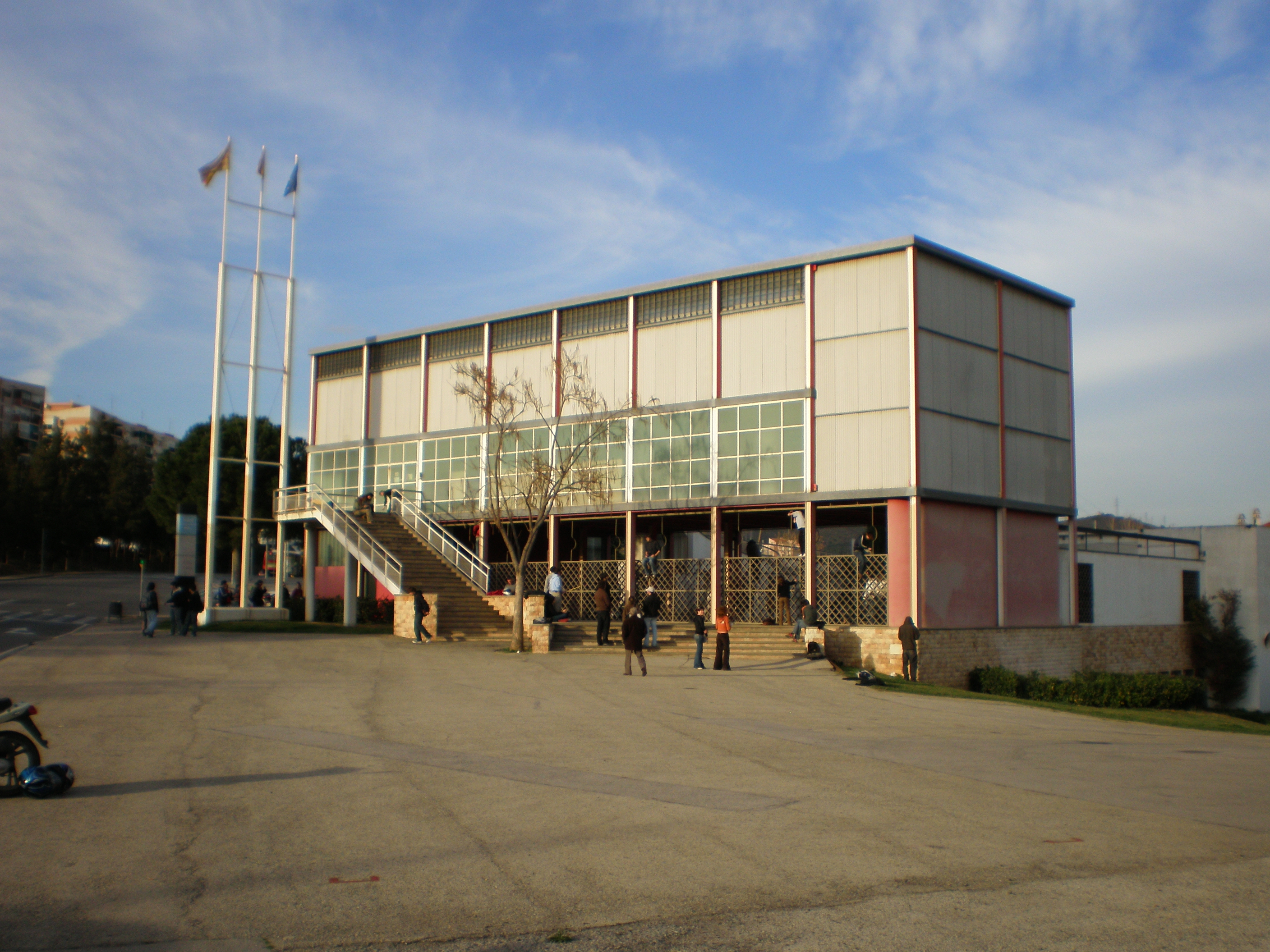
Reproducció del Pavelló Espanyol, a Barcelona.

Tot i que l'Exposició Universal es va inaugurar el 24 de maig, el pavelló espanyol, dissenyat per Josep Lluís Sert amb l'ajut de Luis Lacasa, no es va inaugurar fins al dia 12 de juliol de 1937.
El quadre de Picasso va ser exposat per primera vegada, el 12 de juliol de 1937, i va suscitar tota mena de reaccions i una gran polèmica. Més d'una persona esperava un quadre molt més descriptiu, seguint els corrents del realismesocialista de l'època. Fins i tot es va plantejar la possibilitat de canviar el quadre per una obra molt més realista anomenada "Madrid, 1937", d'Horacio Ferrer, exposada a la segona planta del pavelló. Però la premsa internacional no va trigar a fer-ne ressò i declarar el Guernica com una obra mestra.
El Guernica estava situat en una de les parets principals del pavelló d'Espanya, compartint espai amb obres com la "Font del mercuri" d'Alexander Calder, una escultura d'Alberto Sánchez, El segador de Joan Miró, Cap de la Montserrat cridant, de Julio González i treballs d'altres artistes de renom. A part d'obres d'art, també s'exhibien cartells propagandístics de l'època i fotos que mostraven la situació del conflicte a Espanya.
Durant l'agost de 1937 el Govern Basc ja estava exiliat a França i es va fotografiar amb el mural de fons.
Un cop acabada la fira, el gener de 1938, els representants del Govern Espanyol a París havien canviat, pel que ningú va reclamar el quadre i fou el mateix Picasso qui el recollí i se l'emportà cap al seu estudi, on romandria uns mesos.
Al 1992, en motiu dels Jocs Olímpics d’estiu de Barcelona, es va construir una rèplica exacta d’aquest Pavelló. Es van utilitzar els mateixos materials, i s'hi va afegir una ascensor i un gran soterrani. Inicialment, mentre duressin els jocs, es volia exhibir el Guernica de Picasso, però la idea no va reeixir.
Al 1994, es va signar un conveni entre l’Ajuntament de Barcelona, la Biblioteca Josep Maria Figueres i la Universitat de Barcelona, per tal d’instal·lar-hi el fons documental actual, on es va allotjar el Centre d’Estudis Històrics Internacionals i la Biblioteca del Pavelló de la República. Tot i així, no va ser fins al 1997 que es va obrir definitivament l'edifici, el qual compta amb una recreació del quadre de Picasso.

## Dades
- Superfície: 105 hectàrees.
- Països participants: 44
- Visitants: 31.040.955
- Cost: 1.443.288.391 francs francesos.